# Шатодён (замок)
Замок Шатодён (фр. Château de Châteaudun) — резиденция графов Дюнуа в городе Шатодён, департамент Эр и Луара. Построен в XII—XVI веках, относится к избранному числу замков Луары. Находится недалеко от Шартра, это первый из списка замков Луары по пути из Парижа.

## История
При графе Тибо V де Блуа в 1170 году возведён донжон. Большая часовня построена между 1451 и 1493 годами. Хор и верхняя часовня выстроены между 1451 и 1454 годами, неф и южная молельня — между 1460 и 1464 годами. Знаменитый полководец Жан де Дюнуа строил западное крыло (крыло Дюнуа) между 1459 и 1468 годами. Колокольню воздвигли в 1493 году. Сын Жана, Франсуа I д’Орлеан-Лонгвиль, надстраивает этажи цоколя северного крыла — крыла Лонгвилей — между 1469 и 1491 годами. Этажи этого крыла доделаны в первую четверть XVI века Франсуа II де Лонгвилем и его потомками из рода Лонгвилей.

## Архитектура
Замок Шатодён включает:
- башню-донжон (высота 31 м, диаметр 17 м.),
- Большую часовню,
- крыло Дюнуа,
- крыло Лонгвиль.

Среди фресок замка выделяется величественная фреска Страшного суда на одной из стен южной молельни в Большой часовне. Эксперты датируют её 1500 годом.